# Rolfe Humphries
George Rolfe Humphries (Filadelfia, 20 novembre 1894 – Redwood City, 22 aprile 1969) è stato un latinista, traduttore e insegnante statunitense.

## Biografia
Nacque il 20 novembre 1894 a Filadelfia. Dopo aver frequentato la Towanda High School, si laureò cum laude in Letteratura Latina presso l' Amherst College nel 1915. Servì col grado di luogotenente durante la prima guerra mondiale e nel 1922 si sposò. Insegnò in diverse scuole di San Francisco, Long Island e New York. Fu traduttore di Virgilio ( Eneide), Ovidio (Metamorfosi), Lucrezio, Giovenale, Marziale, ma anche di Federico García Lorca (un tributo pubblicato nel 1940, quattro anni dopo la morte dell'intellettuale spagnolo). Nel 1938 fu insignito della Guggenheim Fellowship.
Morì il 22 aprile 1969 a Redwood City, all'età di 75 anni.